# Служба внешней разведки Румынии
Служба внешней разведки Румынии (рум. Serviciul de Informaţii Externe din România), официально известная как просто Служба внешней разведки (рум. Serviciul de Informații Externe, сокращённо SIE) — румынская разведывательная служба и государственный орган, занимающийся внешней разведывательной деятельностью. Он собирает информацию, связанную с обеспечением национальной безопасности, неприкосновенностью границ Румынии и её национальных интересов.
Служба внешней разведки осуществляет свою деятельность на основании положений Конституции Румынии, законов Румынии, постановлений Высшего совета национальной обороны и устава Вооружённых сил Румынии. Деятельность SIE является государственной тайной. Источники информации, полученной румынской разведкой, а также использованные методы и цели для получения информации также не подлежат разглашению ни при каких обстоятельствах. Разглашение какой-либо секретной информации карается в соответствии с румынскими законами.
Служба внешней разведки уполномочена использовать определённые методы и средства (в том числе собственные) для получения связанной с национальной безопасностью информации, а также для её проверки, предоставления доступа к ней, использования, хранения и защиты от несанкционированного доступа. В соответствии с конкретными положениями законодательства SIE может обращаться к румынским органам власти, предприятиями и индивидуальным лицам с просьбой о предоставлении информации или документов, необходимых для решения задач.

## История

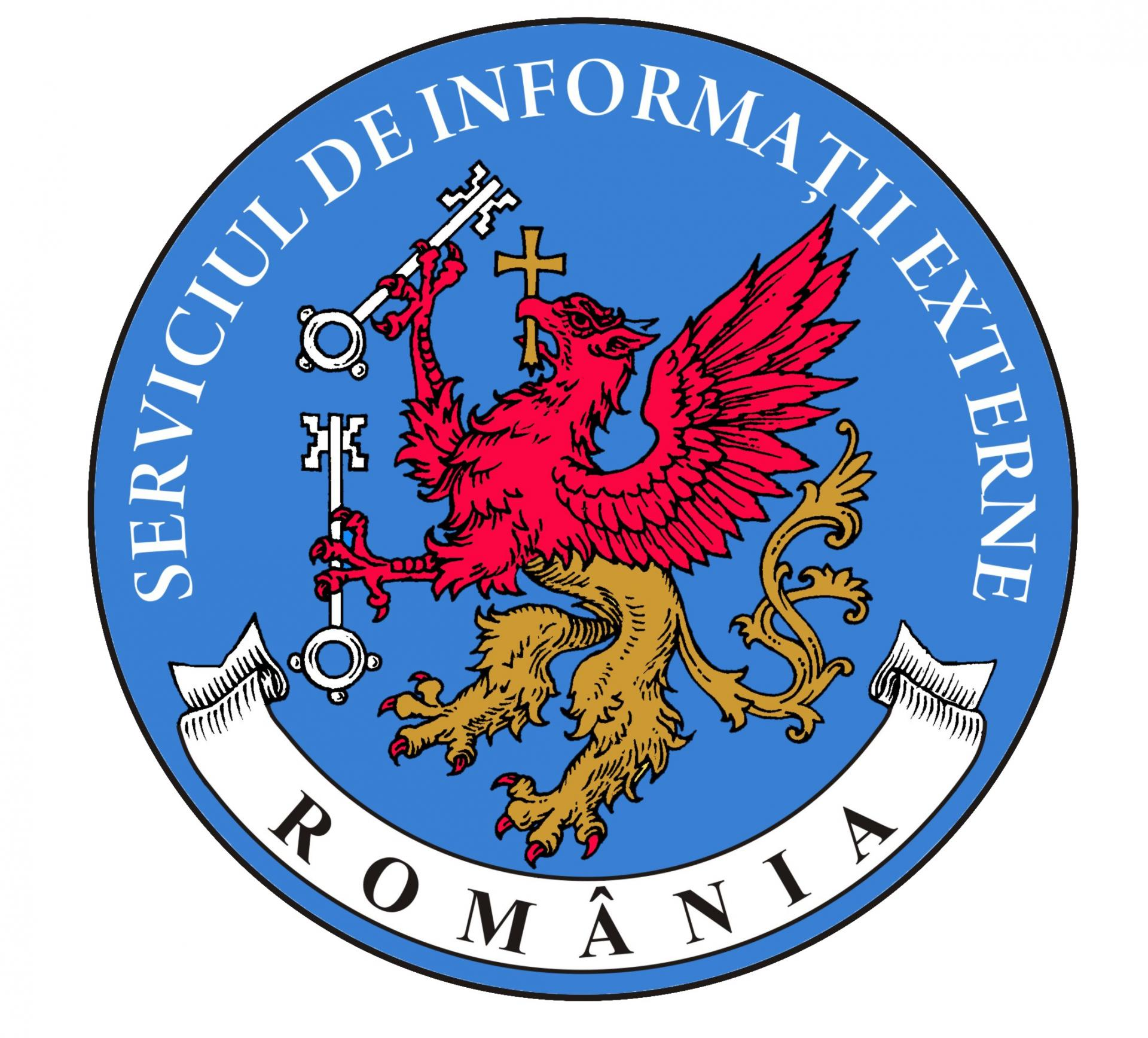
Альтернативная эмблема SIE

Распоряжением Комитета Фронта национального спасения № 111 от 8 февраля 1990 года был образован Центр внешней разведки (рум. Centrul de Informații Externe, сокращённо CIE) в качестве государственного института, который должен был заниматься деятельностью в сфере внешней разведки. 13 декабря 1990 года законом № 39 Центр был преобразован в Службу внешней разведки (SIE) и интегрировался в структуру Высшего совета национальной обороны.
Законодательную основу для деятельности SIE представляют закон № 51 от 1991 года о национальной безопасности, закон № 415 от 2002 года об организации и функционировании Высшего совета национальной обороны, закон № 182 от 2002 года о защите засекреченной информации и закон №1 от 6 января 1998 года об организации и функционировании Службы внешней разведки, а также дополнительно распоряжение № 154 от 21 ноября 2001 года.

## Сотрудничество
- С 1991 года SIE сотрудничает с другими разведывательными службами страны — такими, как Румынская разведывательная служба[англ.] (SRI, контрразведка), Служба защиты и охраны[англ.] (SPP, охрана высших лиц), Специальная телекоммуникационная служба[англ.] (STS, радиоэлектронная разведка) и другие. Взаимодействие (в том числе обмен информацией) с этими спецслужбами осуществляется на основе общих интересов, направленных на укрепление национальной безопасности.
- В структуре SIE есть специальный орган, отвечающий за взаимодействие со СМИ и гражданским обществом. Он же регулирует отношения SIE с парламентом, правительством, администрацией Президента и другими правительственными организациями. Существуют ограничения и запреты по поводу того, какая информация может быть предоставлена гражданину Румынии при его запросе.

## Контролирование деятельности
Деятельность SIE организуется и координируется Высшим советом национальной обороны Румынии, который утверждает организационную структуру, кадровый состав в мирное время или во время мобилизации, регулирующие положения и задачи. Ежегодно (или в случае экстренных обстоятельств) директор SIE отчитывается перед Высшим советом о деятельности разведки. Контроль над деятельностью SIE возлагается на специальный парламентский комитет Румынии, который следит за соблюдением конфиденциальности и применением методов и средств для сбора разведданных. В специальный комитет входят три депутата Палаты депутатов и два сенатора, избираемые из членов Комитетов по обороне, общественному порядку и национальной безопасности.
Парламентарии следят за тем, чтобы деятельность Службы внешней разведки не нарушала законов Румынии (в том числе и положений Конституции). Исполняя соответствующие прерогативы, комиссия запрашивает от SIE через директора документы, информацию и разведданные, а также может проводить слушания в отношении лиц, связанных с рассматриваемыми вопросами. Служба обязана исполнять требования комитета и позволять людям выступить на слушаниях с одобрения директора. Аудитом деятельности SIE занимаются Министерство финансов, которое проводит делегированную финансовую проверку, и Управление аудита, которое следит за доходами и расходами бюджета. Министерство финансов также даёт разрешения на некоторые действия, связанные с разведкой.

## Бюджет
В 2010 году бюджет SIE составил 214,3 млн. леев, что было на 1,52% выше, чем в 2009 году (всего в 2010 году на нужды румынских спецслужб было выделено из бюджета 2,08 млрд. леев). В 2020 году бюджет SIE составлял сумму, эквивалентную 68 млн. евро.

## Резонансные заявления
- Директор Службы внешней разведки в 1997—2001 годах Иоан Талпеш в 2007 году заявил, что в 2001 году румынскими спецслужбами был предотвращён переход конфликта в Приднестровье в горячую фазу. Румынский сенатор Илие Илашку и ещё несколько человек (так называемая «группа Илашку») были осуждены в Приднестровской Молдавской Республике за терроризм: в 2001 году освободившийся Илашку попытался подготовить спецоперацию по освобождению остальных заключённых, однако его остановили усилиями спецслужб Румынии. Илашку упрекнул в срыве своего плана экс-министра обороны Молдавии Валерия Пасата, который своевременно прибыл в Бухарест и связался с румынскими спецслужбами. Талпеш заявил, что Илашку «деликатно остановили», поскольку информация о его плане уже распространялась и дошла до тех, кто должен был не допустить разжигания очередного конфликта. Сам Илашку утверждал, что некоторые представители молдавских властей демонстративно закрывали глаза на существование его плана[3].
- В 2008 году в отставку вышла полковник Службы внешней разведки Румынии, глава аналитического отдела разведки Дойна Мойнеску. В том же году она дала подробные показания о деятельности румынской разведки в Молдавии, которыми заведовал кадровый сотрудник Дан Кирияк, ранее находившийся в командировке в США. Мойнеску работала в Молдавии администратором Румынского делового центра, собирая у сотрудников информацию по различным вопросам и отправляла её в головой офис SIE в Бухаресте. Согласно SIE, Мойнеску была близка к руководителям румынской разведки — а именно генералам Дану Думитру (рум. Dan Dumitru), Адриану Исаку (рум. Adrian Isac) и Мирче Хашу (рум. Mircea Haş). Показания Мойнеску были рассекречены и опубликованы только в 2016 году[4].
- В 2014 году директор Службы внешней разведки Теодор Мелешкану, комментируя дело Эдварда Сноудена, заявил, что румынских чиновников могут прослушивать за рубежом, и призвал их ограничить своё общение по мобильным телефонам. По его словам, Служба внешней разведки не занималась прослушиванием иностранных политиков, но формально имела юридический запрет на такую деятельность только на территории стран НАТО[5].
- Начальник отдела кадров Службы внешней разведки Румынии в 2008—2014 годах Мугур Строэ (рум. Mugur Stroe) в интервью 4 февраля 2015 года изданию Kamikaze, комментируя арест депутата Елены Удря[англ.] по обвинению в коррупции и её ответные обвинения в адрес спецслужб, заявил, что у Службы внешней разведки Румынии и других спецслужб есть компромат на многих телеведущих и журналистов в виде фотографий и видеоматериалов, особенно на женщин[6].
- 22 мая 2016 года в автокатастрофе погиб руководитель компании Hexi Pharma Дан Кондря, который, по мнению его первой супруги Лауры Джорджеску, якобы сотрудничал со Службой внешней разведки Румынии. Она утверждала, что на их свадьбе 1999 года присутствовало среди гостей немало сотрудников внешней разведки (SIE) и контрразведки (SRI), которые также работали в компании Hexi Pharma и давали взятки политикам Румынии в обмен на разрешение выпуска продукции компании Hexi Pharma. По мнению самой Джорджеску, Кондря также был под наблюдением ЦРУ[7].

## Руководство
Директорами спецслужбы были:
- Михай Караман[рум.] (как начальник Центра внешней разведки, 18 февраля — 13 декабря 1990)
- Михай Караман[рум.] (как директор Службы внешней разведки, 13 декабря 1990 — 9 апреля 1992)
- Иоан Талпеш[рум.] (9 апреля 1992 — 31 июля 1997)
- Кэтэлин Харнагя[рум.] (31 июля 1997 — 31 декабря 2000)
- Георге Фулга[рум.] (12 февраля 2001 — 20 июля 2006)
- Силвиу Предою[рум.] (и.о., 20 июля — 4 октября 2006)
- Клаудиу Сэфтою[рум.] (4 октября 2006 — 24 апреля 2007)
- Силвиу Предою[рум.] (и.о., 24 апреля — 8 декабря 2007)
- Михай Рэзван Унгуряну (8 декабря 2007 — 8 февраля 2012)
- Силвиу Предою[рум.] (и.о., 8 — 27 февраля 2012)
- Теодор Мелешкану (28 февраля 2012 — 22 сентября 2014)
- Силвиу Предою[рум.] (и.о., 23 сентября 2014 — 30 июня 2015)[8]
- Михай Рэзван Унгуряну (30 июня 2015 — 26 сентября 2016)[9][10][11]
- Силвиу Предою[рум.] (и.о., 26 сентября 2016 — 4 июля 2018)[12][13]
- Габриел Власе (4 июля 2018 — н.в.)